# قيسية (جزيرة مينو)
قيسية (بالفارسية: غیثیه) هي منطقة سكنية تقع في إيران في قسم جزيرة مينو الريفي. يقدر عدد سكانها بـ 225 نسمة بحسب إحصاء 2016.